# USS Iowa (BB-4)
O USS Iowa foi um encouraçado pré-dreadnought construído para a Marinha dos Estados Unidos em meados da década de 1890. O navio representou uma melhoria em relação à classe Indiana, corrigindo muitos dos defeitos de desenho dessas embarcações. Entre as melhorias mais importantes estavam a navegabilidade, devido à sua borda livre mais elevada e um arranjo mais eficiente do armamento. O Iowa foi projetado para operar em alto mar, o que foi o ímpeto para aumentar a borda livre. Ele estava armado com uma bateria de quatro canhões de 305 milímetros em duas torres duplas, apoiadas por uma bateria secundária de oito canhões de 203 milímetros.
Ao entrar em serviço em junho de 1897, o Iowa conduziu operações de treinamento no Oceano Atlântico antes de ter sua base de operações alterada para o Caribe, no início de 1898, quando as tensões entre os Estados Unidos e a Espanha sobre Cuba aumentaram, levando à Guerra Hispano-Americana. O navio participou do bombardeio de San Juan, Porto Rico, e posteriormente do bloqueio de Cuba durante a guerra. Quando o esquadrão de cruzadores espanhóis foi encontrado em Santiago de Cuba, ele patrulhou o porto para bloquear sua fuga. Na Batalha de Santiago de Cuba, em 3 de julho, o Iowa ajudou na destruição de três dos quatro cruzadores espanhóis. Após a guerra passou os anos seguintes conduzindo exercícios de treinamento de rotina servindo no Esquadrão do Pacífico, de 1898 a 1902, no Esquadrão do Atlântico Sul até 1904 e no Esquadrão do Atlântico Norte até 1906, quando as duas últimas unidades foram fundidas para formar o Frota Atlântica.
O Iowa foi modernizado entre 1908 e 1910; depois disso serviu como navio de treinamento para cadetes navais da Academia Naval dos Estados Unidos e para tripulações da milícia naval. Retirado do serviço em 1913 e desativado em 1914, ele foi reativado após os Estados Unidos entrarem na Primeira Guerra Mundial, em abril de 1917, servindo inicialmente como um alojamento flutuante e depois como navio de treinamento e navio de guarda. Ele foi desativado novamente em 1919, renomeado como Coast Battleship No. 4 e convertido em um navio-alvo controlado por rádio. Foi usado em experimentos de bombardeio em Virginia Capes, em 1921, antes de ser afundado como parte do Fleet Problem I, na costa do Panamá, em março de 1923, pelo encouraçado USS Mississippi.

## Projeto

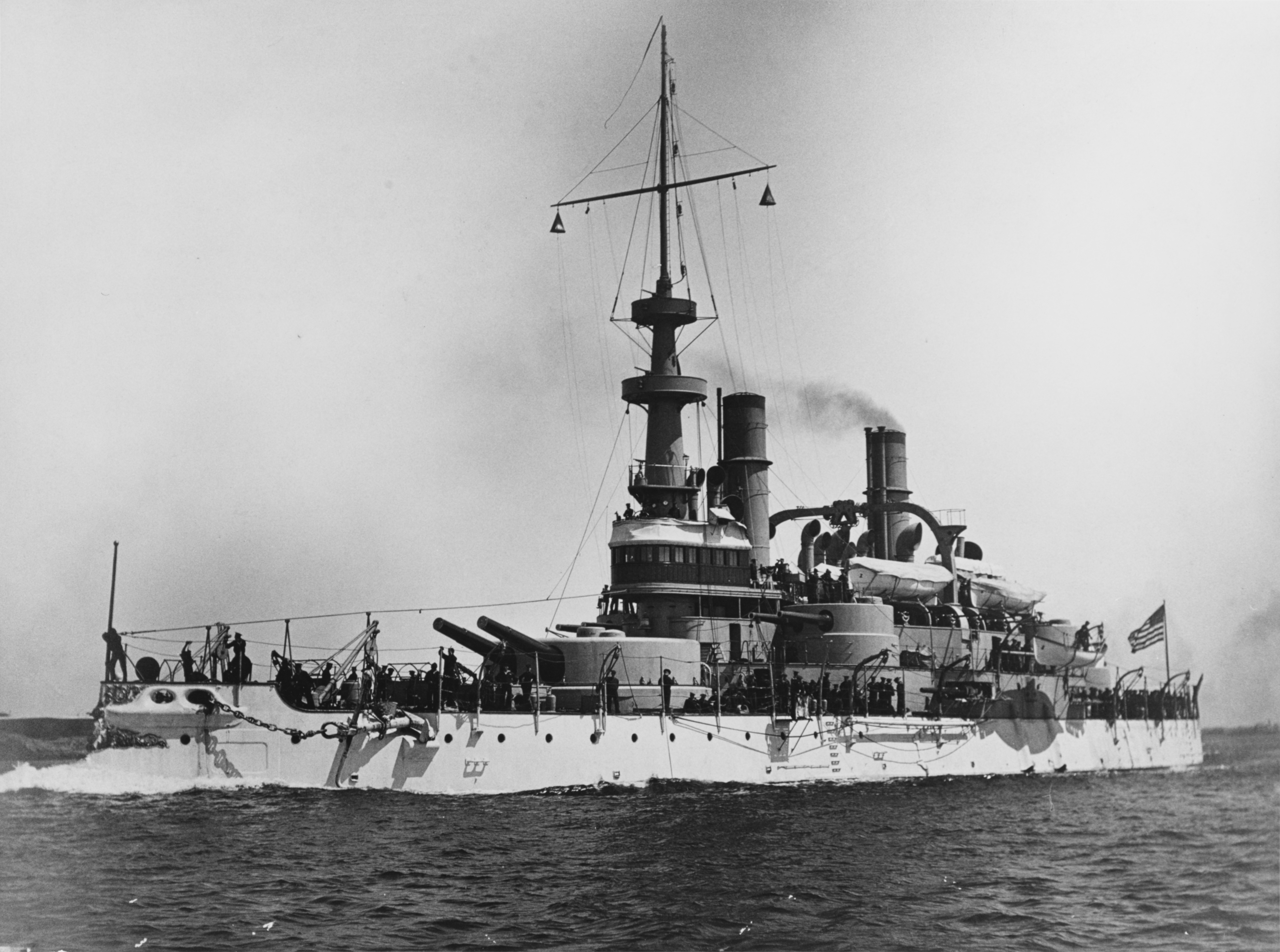
A borda livre excessivamente baixa da classe Indiana motivou os projetistas americanos a projetarem um navio mais eficiente em mar aberto.

No início da década de 1880, a Marinha dos Estados Unidos começou a lidar com a questão da defesa costeira; os Estados Unidos naquela época tinham uma veia isolacionista significativa e a estratégia naval historicamente se baseava em incursões comerciais. Depois de construir os navios blindados provisórios USS Texas e Maine, a marinha solicitou financiamento para navios adicionais em 1887, e um navio foi autorizado para o ano seguinte. Ideias conflitantes sobre a embarcação que seria construída atrasaram a construção e levaram o secretário da Marinha, Benjamin F. Tracy, a convocar um Conselho de Políticas em janeiro de 1890. Tracy queria construir encouraçados que pudessem mostrar o poder naval americano para o exterior, embora elementos significativos da Marinha e do Congresso dos Estados Unidos preferissem navios de defesa costeira com calado raso.
O Conselho concluiu que a distância entre a Europa e a América do Norte dificultaria os ataques navais europeus, mas o poder da Marinha Real Britânica e a possibilidade de desenvolvimentos políticos futuros justificavam a construção de uma poderosa frota de batalha americana. O Conselho de Políticas também emitiu um apelo para uma frota que consistiria em oito navios de guerra de primeira classe, dez couraçados ligeiramente menores de segunda classe e cinco navios de terceira classe, juntamente com um número substancial de embarcações menores para apoiá-los. A frota seria encarregada de defender a costa leste dos Estados Unidos, o que exigia um alcance operacional que pudesse cobrir o sul até o Mar do Caribe, já que o Conselho havia determinado que qualquer potência hostil precisaria tomar bases avançadas ali para operar com eficácia. contra os Estados Unidos. As três embarcações já autorizadas — Maine, Texas, e o que se tornou o cruzador blindado New York, se encaixam na terceira categoria, de modo que embarcações maiores e mais potentes teriam de ser construídas para atender às recomendações do Conselho.
O Congresso, consternado com as conclusões do Conselho, aprovou o financiamento de três dos encouraçados de primeira classe em abril de 1890, que se tornou a classe Indiana. Eram embarcações de borda livre baixa destinadas à defesa costeira local. Eles estavam muito acima da tonelagem estipulada quando concluídos e, como resultado, sofriam de sérios problemas, incluindo o cinturão blindado que ficava totalmente submerso quando os navios estavam totalmente carregados, uma tendência a transportar quantidades excessivas de água e características de manuseio inadequadas. Mudanças no controle do Congresso no final de 1890 levaram a atrasos para o próximo navio ser autorizado até 19 de julho de 1892, quando os fundos foram alocados para um "encouraçado costeiro marítimo". A embarcação deveria ser construída com um deslocamento beirando 9 100 toneladas.
O Conselho de Políticas pretendia em seu plano original, que o navio de alto mar trocasse blindagem por maior alcance, mas o Bureau of Construction and Repair, responsável pelo projeto da embarcação, decidiu reduzir o armamento de canhão em comparação com o Indiana a fim de liberar deslocamento para maior armazenamento de combustível. A bateria principal de 330 milímetros da classe Indiana seria substituída por canhões de 305 milímetros, enquanto alguns dos canhões de duzentos milímetros seriam substituídos por canhões secundários de cem milímetros e de disparo rápido. O peso também seria economizado pela adoção da blindagem Harvey, que era significativamente mais efetiva que a blindagem composta; uma camada mais fina poderia assim ser usada para alcançar o mesmo nível de proteção. A intenção de usar o novo navio para implantações de longo alcance exigiu outras mudanças, além de aumentar o armazenamento de carvão. Como a embarcação teria necessariamente que operar em alto mar, a navegabilidade teria que ser melhorada. Isso exigia uma borda livre maior, de modo que o navio que se tornaria Iowa recebeu um convés do castelo de proa elevado, que se estendia da proa até o meio do navio. O casco foi alongado e deslocado mais do que o do Indiana. Além disso, as pesadas torres de canhão de 203 milímetros foram movidas para mais perto no meio do navio, o que reduziu a quantidade de peso nas suas extremidades, contribuindo também para melhorar a manutenção do mar. O arranjo também reduziu a interferência de explosão entre os canhões de 203 e 305 milímetros.

### Características gerais e maquinário

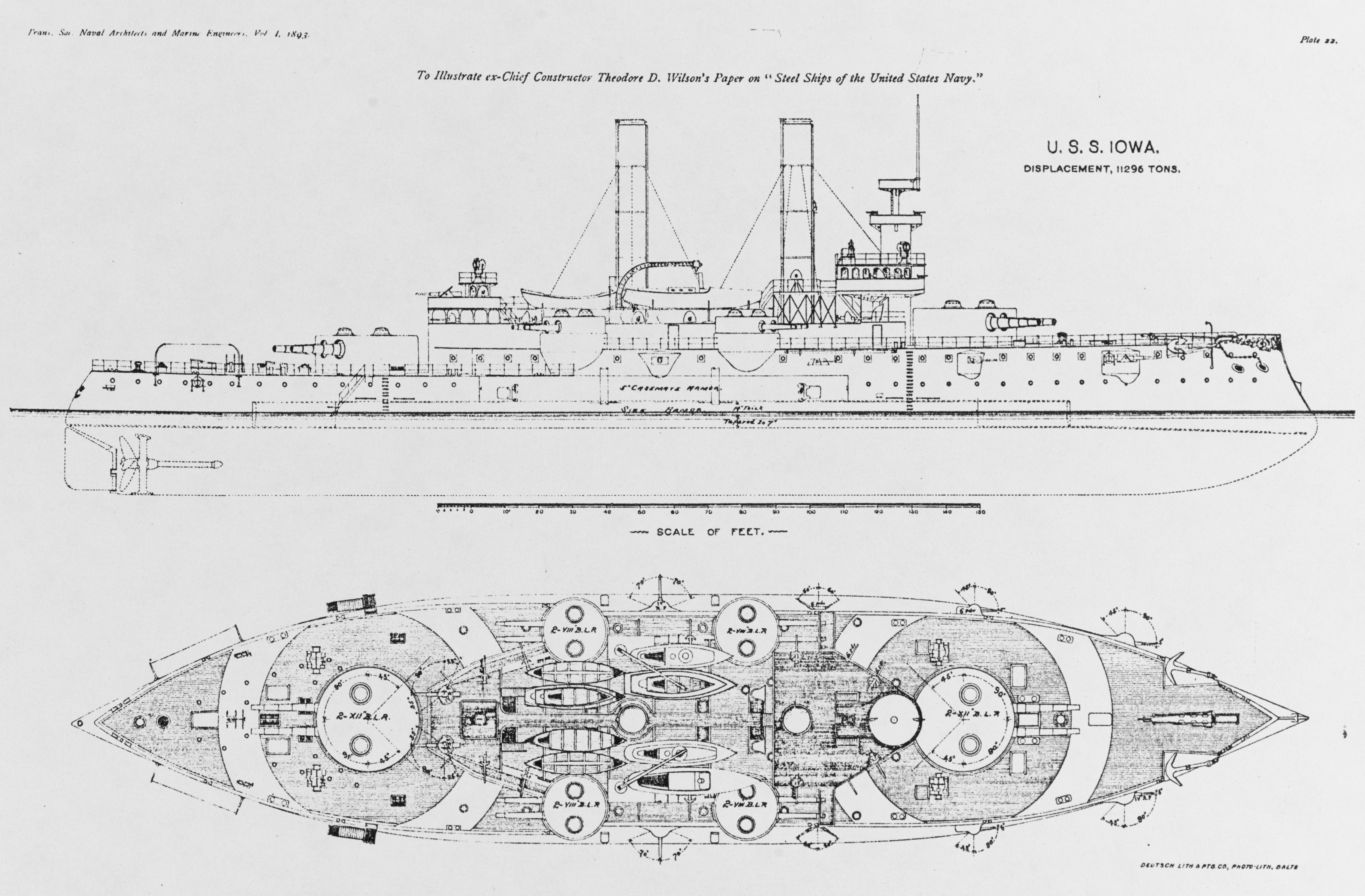
Ilustração superior e de perfil do design de Iowa.

O Iowa tinha um comprimento na linha d'água de 110 metros, comprimento total de 110,46 metros, boca de 22 metros, um calado médio de sete metros, altura metacêntrica de 1,22 metros e um braço de endireitamento de 0,68 metros. Deslocava 11 590 toneladas, conforme projetado, e até 12 850 toneladas em plena carga. A direção era controlada com um leme; enquanto navega a dez nós (19 km/h), poderia fazer uma curva de 180 graus em quinhentos metros, e a a velocidade de catorze nós (26 km/h) poderia fazer a curva em 360 metros.
Seu casco apresentava uma forma de tumblehome (casco mais estreito acima da linha d'água do que sua boca), a única vez que um encouraçado americano foi projetado dessa forma. Ele foi equipado com um rostro, característica habitual dos navios capitais da época. Sua borda livre era muito maior do que a do Indiana, proporcionando-lhe qualidades de navegação significativamente melhores. Foi completado com um único mastro militar pesado equipado com uma gávea, que foi colocado no topo da torre de comando dianteira. Uma grande torre foi colocada lado a lado com o funil de popa para lidar com os barcos carregados a bordo. Ele tinha uma tripulação de 36 oficiais e 540 homens alistados.
O navio era movido por um par de motores a vapor verticais de três cilindros e três expansões, cada um acionando uma hélice helicoidal. O vapor era fornecido por cinco caldeiras flamotubulares de queima de carvão; três eram caldeiras de extremidade dupla, enquanto as outras duas eram versões de extremidade única. As caldeiras produziam vapor a 160 psi. Eles eram canalizados para um par de funis muito altos; estes foram adotados para melhorar a tiragem das caldeiras. Como a classe Indiana, o Iowa foi adaptado para tiragem forçada e tinha guindastes mecânicos para remover as cinzas das caldeiras. O sistema de propulsão foi projetado para produzir 11 mil cavalos de potência que geravam uma velocidade máxima de dezesseis nós (30 km/h), embora em provas de velocidade ele tenha gerado 11 834 cavalos de força com uma velocidade máxima de dezessete nós (31 km/h). O armazenamento de carvão totalizava 1 680 toneladas. A uma velocidade de 10 nós, sua autonomia era de 9 520 km.

### Armamento

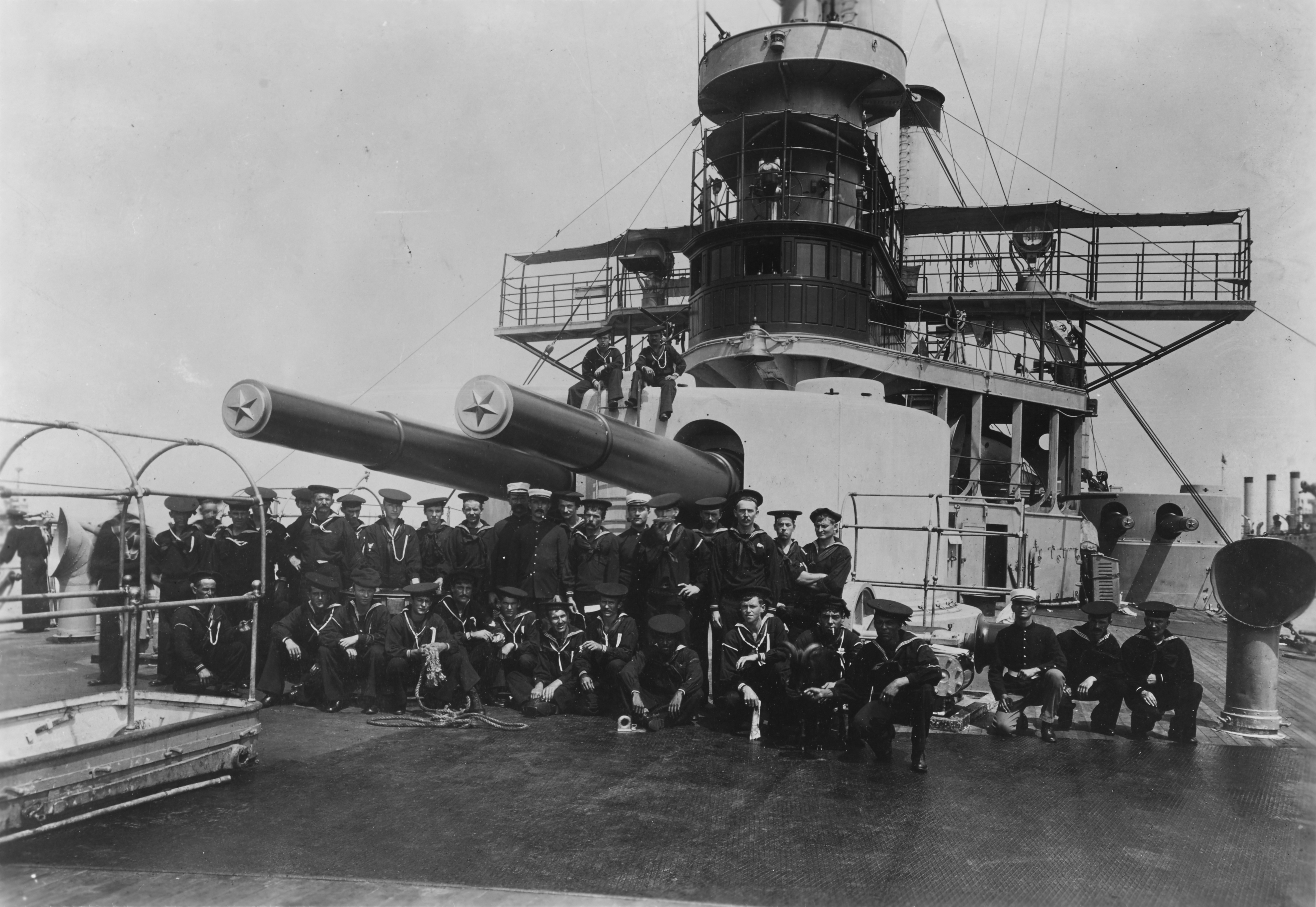
A bateria principal do Iowa; uma de suas torres secundárias é visível à direita.

O Iowa estava armado com uma bateria principal de quatro canhões de 305 milímetros montados em duas torres de canhão duplas que foram montadas na linha central, uma à frente e outra à ré da superestrutura. Os canhões embutidos eram do tipo Mark II, que foram colocados em torres elípticas Mark III. O equipamento de treinamento era operado hidraulicamente, mas a elevação era manual. As montagens de canhão permitiam elevação para 14 graus e depressão a -5 graus; para recarregar as armas, elas tiveram que ser movidas a 3 graus de elevação. Os elevadores de munição que recolhiam projéteis e cargas de propelente dos depósitos também eram operados hidraulicamente. As armas dispararam um projétil de 390 kg com 193 kg de pólvora marrom. A velocidade de saída era de 640 metros por segundo e na boca os projéteis podiam penetrar até 610 milímetros de aço carbono; a uma distância de 2 300 metros, sua capacidade de penetração caía para 483 milímetros. A cadência de tiro era de um tiro a cada cinco minutos, embora tripulações novas e bem treinadas pudessem atingir taxas tão rápidas quanto um tiro a cada três minutos.
O armamento primário era apoiado por uma bateria secundária de oito canhões de 203 milímetros, que eram carregados em quatro torres de artilharia de canhão duplo. Dois foram colocados de cada lado do navio, lado a lado com os funis. Como os canhões de 305 milímetros tinham um longo tempo de recarga, os canhões de 203 milímetros foram incorporados para aumentar o número de armas que poderiam penetrar blindagens leves com maior facilidade e velocidade. Os canhões de 203 milímetros eram a versão Mark IV, que tinha uma cadência de um tiro por minuto. Eles tinham uma velocidade inicial de 630 metros por segundo, disparando projéteis perfurantes com uma massa de 110 kg. Eles foram inicialmente fornecidos com cargas de pólvora marrom, mas após o advento da pólvora sem fumaça, foram adotadas novas cargas com a referida pólvora que aumentaram a cadência de tiro em vinte segundos. Montado em torres Mark VIII com um alcance de elevação de -7 a 13 graus, o recarregamento foi fixado em 0 graus de elevação.
Seis canhões de cem milímetros de disparo rápido completaram a bateria secundária; estes pretendiam usar sua alta cadência de tiro, juntamente com projéteis altamente explosivos para danificar partes não blindadas de navios de guerra inimigos. Quatro deles foram colocados em casamatas individuais no convés do castelo de proa, dois em contrafeitos na proa e os outros dois localizados no meio do navio. Os dois canhões restantes estavam em montagens blindadas abertas na superestrutura traseira, disparando sobre a torre da bateria principal traseira. Eles disparavam um projétil altamente explosivo de quinze kg a uma velocidade inicial de 610 metros por segundo. Para defesa contra torpedeiros, o navio carregava uma bateria de vinte metralhadoras Hotchkiss de 57 milímetros e quatro canhões de 37 milímetros. Esses canhões foram dispersos ao redor do navio em uma variedade de montagens individuais, inclusive no topo do mastro militar, na superestrutura e em contrafeitos no casco. Também carregava quatro metralhadoras M1895 Colt-Browning com cartuchos de 6 mm Lee Navy.

### Blindagem
O Iowa possuía blindagem Harvey, que foi fabricada com um novo tipo de processo que produzia aço significativamente mais forte do que a blindagem composta tradicional. O cinturão blindado possuía 356 milímetros de espessura na porção central, onde protegia os paióis e salas das máquinas de propulsão. Ele estava 0,91 metros acima da linha d'água e 1,4 metros abaixo da referida linha e estendia-se por 57 metros do casco. O cinturão afinava para 178 milímetros na borda inferior. Em cada extremidade do cinturão, anteparas angulares de 305 milímetros de espessura conectavam o cinto às barbetas para as torres da bateria principal. Ele tinha um deck blindado de setenta milímetros que estava nivelado com a borda superior do cinturão. Em cada extremidade do cinturão, o deck afinava nas laterais e aumentava ligeiramente para 76 metros para fornecer à proa e à popa uma medida de proteção contra canhões leves. Acima do cinturão havia uma faixa mais fina de blindagem que tinha 127 milímetros de espessura onde protegia os canhões de cem milímetros e reduzia para 51 milímetros onde protegia os canhões de 37 e 57 milímetros.
A bateria principal do Iowa era protegida por chapas de aço com 381 milímetros de espessura nas laterais e 200 milímetros no topo dos canhões; as traseiras das torres eram de 432 milímetros de espessura, sendo o principal meio de equilibrar o peso da torre. Suas barbetas também tinham 381 milímetros de espessura nos lados expostos e reduzia para 318 milímetros onde estava protegido pelo cinturão. As torres secundárias tinham 203 milímetros de blindagem nos lados externos e 152 nos lados internos, onde eram menos vulneráveis. Elas também tinham telhados de cinquenta milímetros de espessura. Suas barbetas eram de 203 milímetros de espessura. Sua torre de comando tinha 254 milímetros em seus lados.

## Histórico de serviço

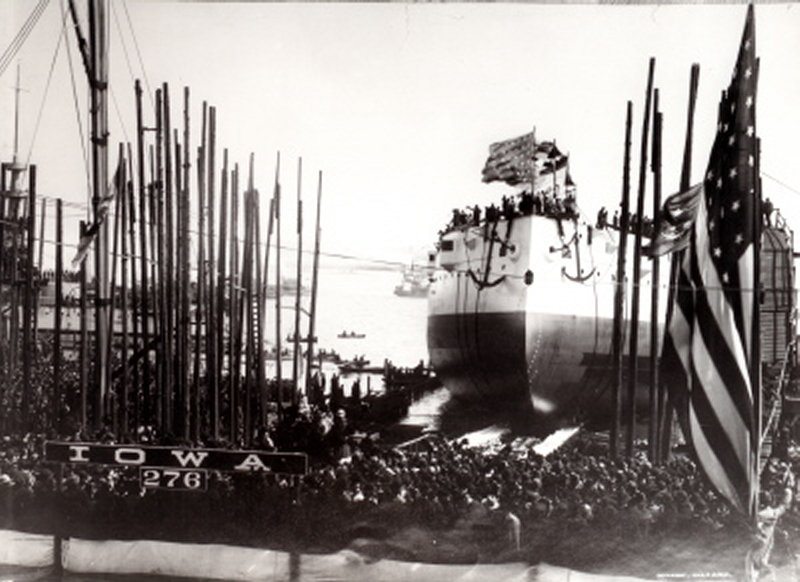
Iowa em seu lançamento em 16 de junho de 1897.

A quilha do Iowa foi batida em 5 de agosto de 1893, no estaleiro William Cramp & Sons, na Filadélfia. Seu casco foi lançado em 28 de março de 1896 e, após sua equipagem, o navio foi colocado em serviço em 16 de junho de 1897. O capitão William T. Sampson serviu como comandante do navio. O Iowa começou seu cruzeiro de instrução em 13 de julho, navegando primeiro para Newport, Rhode Island, de 16 de julho a 11 de agosto, rumando para Provincetown, Massachusetts, no dia seguinte. Em seguida, ele partiu em 14 de agosto para Portland, Maine, onde atracou de 16 a 23 de agosto, antes de zarpar para Bar Harbor, Maine no dia seguinte, onde passou o resto do mês. Navegou então para o sul para a Virgínia, visitando Hampton Roads, de 12 a 16 de setembro, Newport News de 16 a 19 de setembro, uma segunda parada em Hampton Roads de 16 a 19 e, finalmente, Yorktown de 27 de setembro a 4 de outubro. O Iowa então navegou de volta para o norte para uma segunda visita a Provincetown que durou de 12 a 14 de outubro e depois navegou para Boston, ficando lá de 15 a 22 de outubro.
Ele fez uma última escala no porto, em Tompkinsville, Nova Iorque, de 24 a 29 de outubro, antes de entrar no New York Navy Yard para reparos que duraram de 29 de outubro a 5 de janeiro de 1898. Depois de ficar da doca seca, o Iowa navegou para a Virgínia, alternando entre Hampton Roads e Newport News até meados de janeiro, antes de partir para Key West, Flórida. Ele então passou o mês e meio seguinte navegando entre Key West e Dry Tortugas à oeste. Nesse período, o Maine explodiu e afundou em Havana, Cuba; a explosão acidental foi inicialmente atribuída a uma mina naval espanhola detonada deliberadamente. Sampson foi nomeado para servir como presidente do Conselho de Inquérito enviado para investigar o naufrágio, então o capitão Robley D. Evans assumiu seu lugar como comandante do Iowa em 24 de março. O navio permaneceu em Florida Keys até 22 de abril, quando a Guerra Hispano-Americana estourou.

### Guerra Hispano-Americana

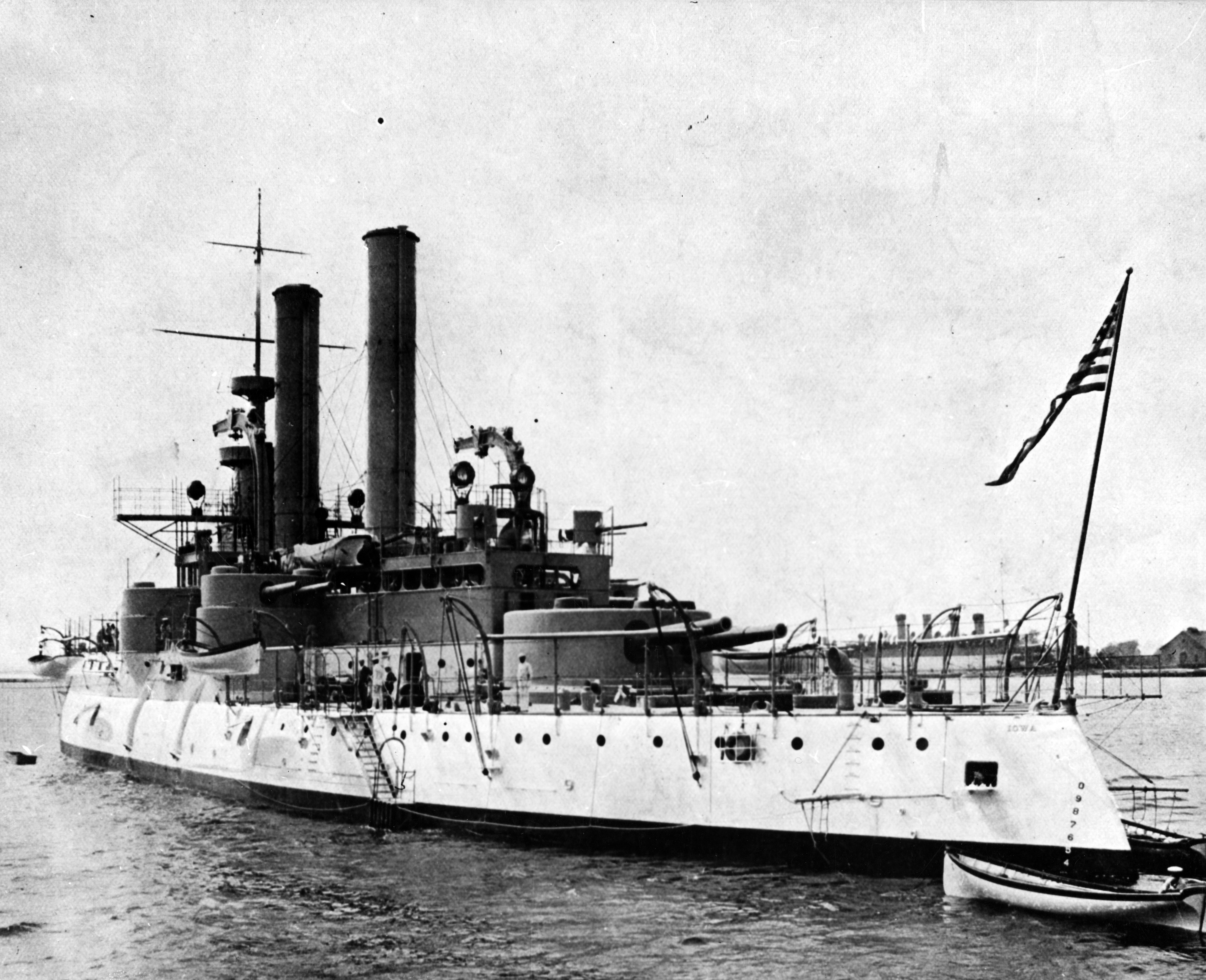
O Iowa visto da popa, c. 1898.

Em 22 de abril, o presidente William McKinley declarou um bloqueio à oeste de Cuba e, três dias depois, o Congresso declarou guerra à Espanha, com efeito retroativo a partir de 21 de abril. Sampson já havia assumido o comando do Esquadrão do Atlântico Norte, ao qual o Iowa se juntou; ele participou da operação de bloqueio de 22 de abril a 1.º de maio, antes de retornar a Key West para reabastecer o combustível. Naquela época, Sampson havia sido informado que um esquadrão espanhol de quatro cruzadores blindados e três torpedeiros comandados pelo contra-almirante Pascual Cervera y Topete havia cruzado o Atlântico para atacar o esquadrão de bloqueio; ele reuniu seus navios em 4 de maio para procurá-los. Sampson tinha à sua disposição a sua nau capitânia, o New York, o Iowa, o Indiana e o cruzador desprotegido Detroit. Estes navios foram logo reforçados pelo cruzador desprotegido Montgomery e os monitores Amphitrite e Terror, e mais tarde o cruzador blindado Brooklyn.
Os americanos vasculharam o porto de Porto Rico em 12 de maio, mas não encontraram navios de guerra espanhóis e, portanto, bombardearam o porto, concentrando seu fogo no Castillo San Felipe del Morro, uma antiga fortaleza costeira. O Iowa liderou a linha de batalha americana em várias passagens em frente ao forte, sendo atingido uma vez por um projétil espanhol que feriu três homens e causou pequenos danos ao navio. Durante sua última salva com seus canhões de 305 milímetros, um de seus canhões dianteiros infligiu danos de explosão ao convés e partes da superestrutura. Um homem foi morto a bordo do Brooklyn e mais três ficaram feridos a bordo de outros navios, mas nenhum dos navios foi seriamente danificado pelo fogo espanhol; O bombardeio americano foi igualmente ineficaz. Presumindo que Cervera se dirigia para Havana, Sampson levou seu esquadrão para lá, mas durante o caminho soube que os espanhóis estavam abastecendo de carvão em Saint Thomas, nas Índias Ocidentais dinamarquesas. Em vez disso, Sampson decidiu levar seus navios de volta para Key West, chegando lá em 18 de maio, enquanto Cervera chegou a Santiago de Cuba no dia seguinte. Sampson destacou o Iowa para reforçar o Esquadrão Voador, sob o comando do Comodoro Winfield Scott Schley, que conduzia o bloqueio a Cuba. Ele se juntou ao esquadrão de Cienfuegos em 22 de maio.
O Esquadrão Voador, que então consistia no Iowa, Texas, o encouraçado Massachusetts, Nova Iorque, Brooklyn, o cruzador desprotegido Marblehead e várias canhoneiras, cruzadores auxiliares e embarcações de apoio, passou a semana seguinte patrulhando a costa de Cuba, procurando o esquadrão de Cervera. Na manhã de 29 de maio, vigias a bordo do Marblehead relataram ter avistado o cruzador espanhol Cristóbal Colón no ancoradouro, nos arredores de Santiago de Cuba. O esquadrão americano convergiu para o porto nos dois dias seguintes e se preparou para a ação; o Iowa carreou no mar em 30 de maio durante este período. Schley fez um ataque inicial na tarde de 31 de maio; ele liderou a linha com sua nau capitânia Massachusetts, seguido pelo cruzador protegido New Orleans, e então Iowa em uma passagem na frente dos navios de Cervera, abriu fogo de longa distância às 14h05. Os projéteis americanos erraram constantemente o alvo, embora Evans tenha notado que acreditava que eles haviam infligido danos por estilhaços. O fogo de resposta espanhol foi igualmente impreciso e ambos os lados suprimiram o fogo por volta das 15h10, quando os navios americanos haviam parado.
No dia seguinte, Sampson chegou ao local e embarcou em Nova Iorque para assumir o comando do bloqueio. A aproximação a Santiago de Cuba era guardada por artilharia costeira e minas, o que impedia que os navios de Sampson invadissem o porto interno sem sofrer sérios danos. Mas o esquadrão americano era poderoso demais para os espanhóis tentarem escapar. Ambos os lados passaram o mês seguinte no impasse resultante; os americanos preferiram esperar até que as forças terrestres pudessem atacar o porto e tomar as baterias costeiras. Nesse período, Iowa retirou-se para a Baía de Guantánamo de 18 a 28 de junho, que já havia sido tomada pelas forças americanas. Ele voltou para bombardear as fortificações costeiras em 1 e 2 de julho na companhia de Indiana e do encouraçado Oregon. No início de julho, as tropas americanas começaram a se aproximar das colinas fora de Santiago de Cuba, ameaçando as baterias costeiras que protegiam os navios de Cervera e levando o comando espanhol a ordenar que ele tentasse uma fuga. Cervera não acreditava que tivesse uma chance significativa de sucesso, pois seus navios estavam em más condições naquela época e a maioria das tripulações de seus navios era mal treinada. Mesmo assim, ele cumpriu a diretiva e enviou uma canhoneira para abrir caminho clandestinamente no campo minado na noite de 2 de julho.

#### Batalha de Santiago de Cuba

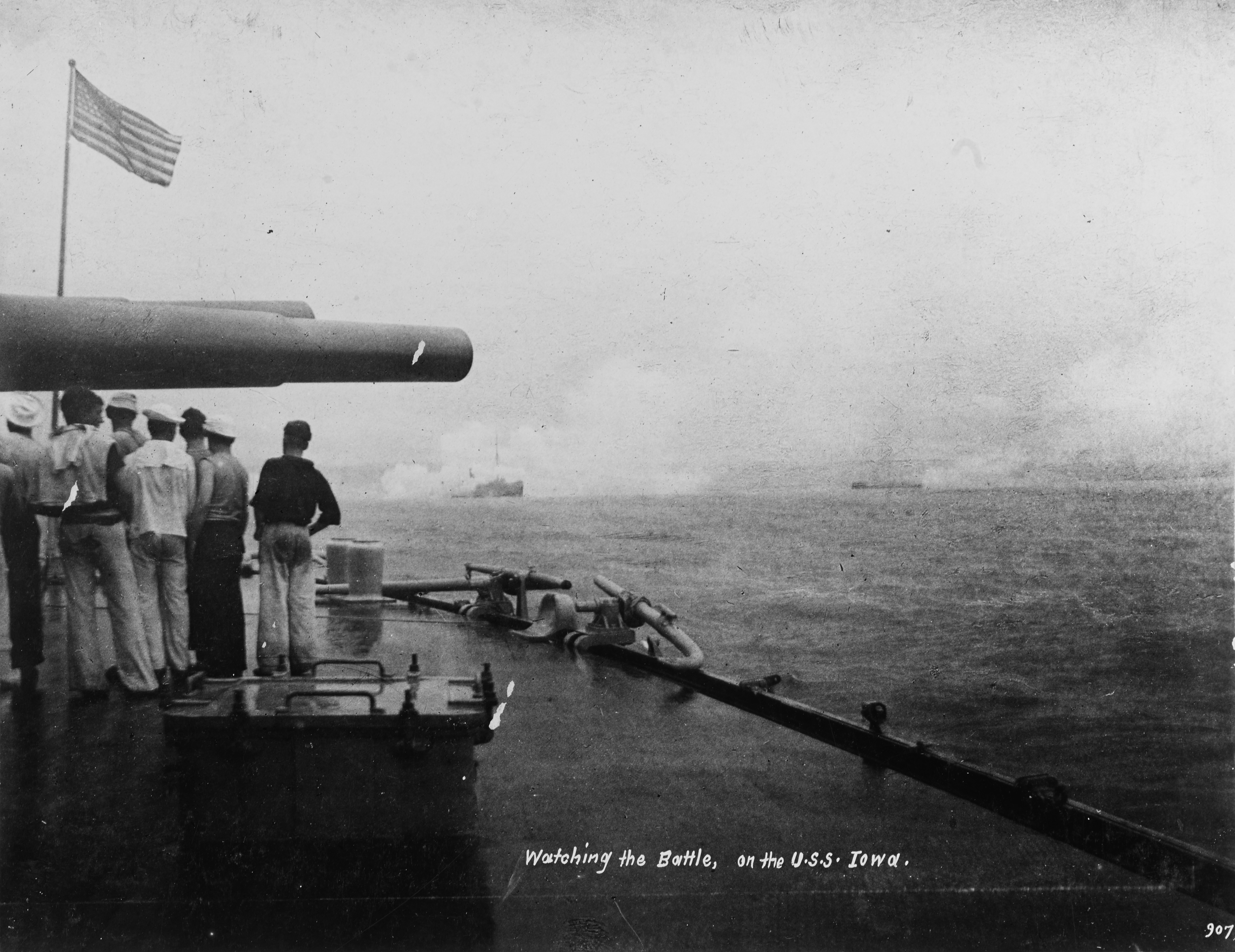
Tripulantes do Iowa assistem ao tiroteio da frota dos EUA durante a Batalha de Santiago de Cuba.

Às 08h45 do dia 3 de julho, Cervera fez uma surtida com sua bandeira a bordo do cruzador Infanta Maria Teresa, seguido pelo Cristóbal Colón, Vizcaya e Almirante Oquendo e pelos contratorpedeiros Plutón e Furor. O Iowa estava em sua posição de bloqueio, navegando a cerca de cinco nós quando seus homens foram chamados de seus aposentos para a inspeção matinal às 09h15. Os espanhóis liberaram o ancoradouro às 09h35; felizmente para os espanhóis, Nova Iorque estava fora de posição na hora e Massachusetts estava reabastecendo seu carvão na Baía de Guantánamo. Perto do final da inspeção a bordo do Iowa, vigias a bordo do Brooklyn avistaram Cervera se aproximando e dispararam uma de suas armas para alertar os outros navios americanos, que rapidamente ordenaram que suas tripulações fossem para o quartel-general. Enquanto os navios espanhóis tentavam romper para o oeste, Cervera atacou o Brooklyn com a Infanta Maria Teresa para atrasar a perseguição americana e dar a seus outros navios tempo para escapar. As baterias costeiras espanholas também contribuíram com seu fogo no primeiro estágio da batalha, mas tiveram pouco efeito.
Iowa, Brooklyn e Texas abriram fogo por volta das 09h40 a uma distância de 5 500 metros. A tripulação do Iowa rapidamente colocou as caldeiras em vapor máximo para aumentar a velocidade a fim de bloquear com os cruzadores em fuga; a distância entre os navios caiu constantemente até o Iowa estar a apenas 2.300 metros da Infanta Maria Teresa. O Iowa disparou contra o cruzador e então virou para bombordo para cruzar o t de Vizcaya, embora o cruzador espanhol tenha se virado para evitar a manobra. Mesmo assim, o Iowa disparou um ataque lateral a uma distância de 1 600 metros antes de virar a bombordo e depois de volta a estibordo para vir ao lado de Cristóbal Colón. Os dois navios estavam separados por 1 300 metros de água quando toda a bateria do Iowa abriu fogo, envolvendo o encouraçado em uma espessa fumaça preta e dificultando a capacidade de seus artilheiros de localizar alvos. Cristóbal Colón e Almirante Oquendo enfrentaram o Iowa, e uma das embarcações o atingiu com o que foi estimado em um projétil de um dos canhões de 152 milímetros. Não explodiu, mas ainda abriu um grande buraco na lateral de seu casco. Um segundo projétil de um dos cruzadores atingiu o Iowa e explodiu, causando danos relativamente pequenos e iniciando um incêndio que foi rapidamente apagado. Vários pequenos projéteis atingiram sua ponte e funis, mas o dano infligido foi mínimo.
A essa altura da batalha, o fogo pesado americano incendiou o Infanta Maria Theresa e, temendo a explosão de um depósito, Cervara ordenou que o navio encalhasse às 10h25. O capitão do Almirante Oquendo deu instruções semelhantes cinco minutos depois, pois seu navio também estava em chamas. O Vizcaya também foi forçado a encalhar logo em seguida, mas sua bandeira permaneceu hasteada, então o Iowa continuou a bombardear o navio até que ele a puxou para baixo às 10h36, um sinal de rendição. Enquanto isso, os dois contratorpedeiros espanhóis também foram seriamente danificados pelos encouraçados americanos; o Indiana quase cortou Plutón ao meio com um projétil de 330 milímetros, forçando-o a encalhar, onde explodiu. E o Furor foi atacado pelas baterias secundárias do Iowa, Oregon e Indiana, levando sua tripulação a se render à canhoneira Gloucester. Cristóbal Colón conseguiu se separar da frota americana por um tempo, mas ele também encalhou no final do dia.
Por volta das 11h, o Iowa baixou cinco de seus cúters para resgatar as tripulações dos cruzadores naufragados. Entre os homens resgatados estava o capitão Antonio Eulate, comandante do Vizcaya; ele tentou entregar sua espada para Evans, mas a devolveu para Eulate. No total, o Iowa afundou vários navios com a tripulação somada deles sendo, 23 oficiais e 248 homens alistados, dos quais 32 ficaram feridos. Sua tripulação também recuperou os corpos de cinco homens que foram enterrados com honras militares. Além disso, os barcos do Iowa também transferiram homens para outras embarcações da frota americana. Em 20 de julho, quatro dias após a rendição da guarnição espanhola em Santiago de Cuba, o Iowa sofreu um acidente de caldeira enquanto patrulhava a cidade. A vedação do bueiro de uma de suas caldeiras estourou, vazando água fervente para a sala da caldeira. A tripulação colocou uma tábua em um balde e o bombeiro de 2ª classe Robert Penn escalou para desligar a caldeira, correndo o risco de ser gravemente queimado. Mais tarde ele recebeu a Medalha de Honra por suas ações.

### 1898–1904

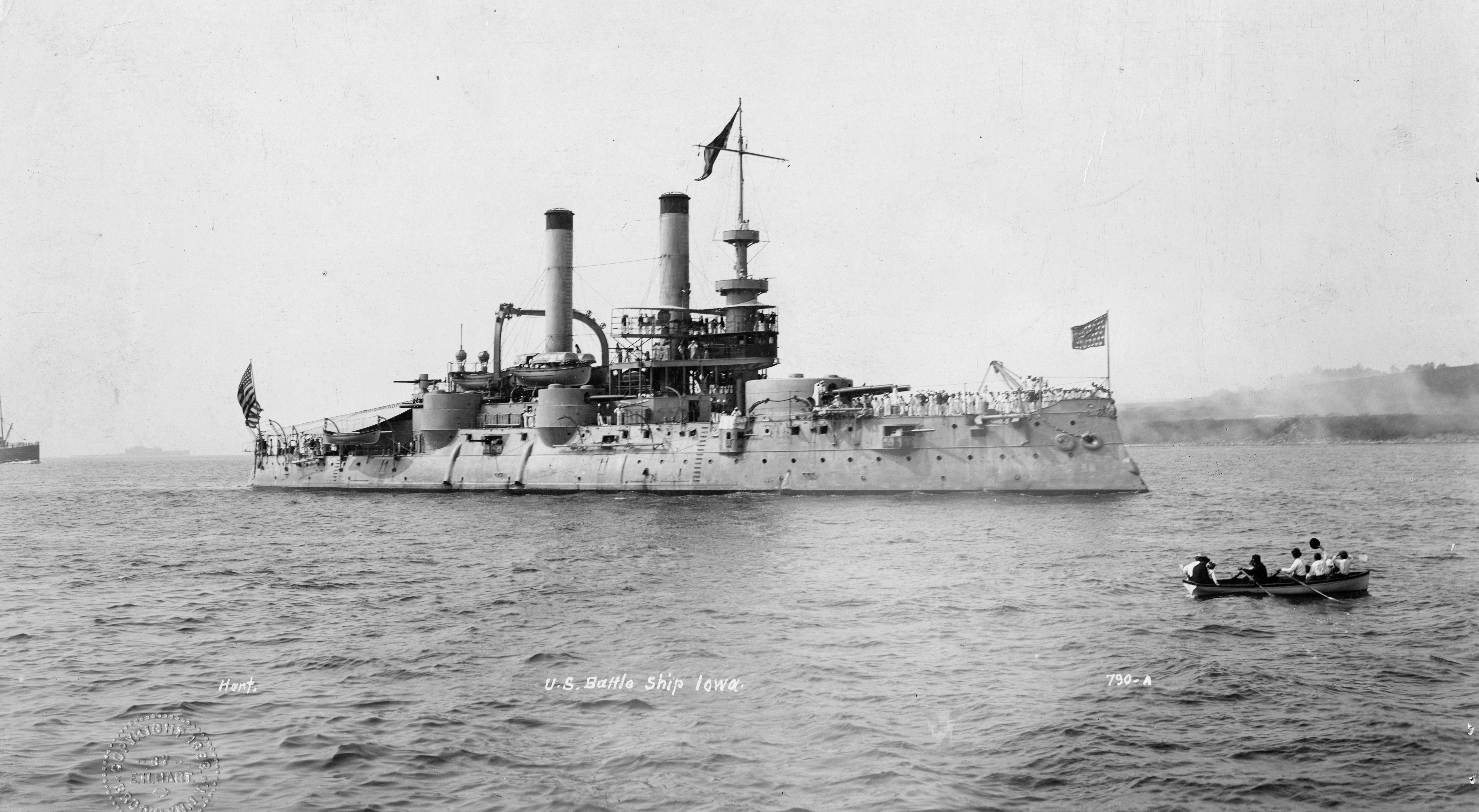
Iowa na revisão naval realizada para comemorar a vitória americana.

O Iowa deixou as águas cubanas depois que a Espanha se rendeu em agosto, chegando a Nova Iorque no dia 20 daquele mês. O capitão Silas Terry assumiu o comando do navio em 24 de setembro e em 12 de outubro partiu para a Costa Oeste dos Estados Unidos, onde se juntaria ao Esquadrão do Pacífico. O ano seguinte passou sem intercorrências e o Iowa entrou no Puget Sound Navy Yard para uma reforma que começou em 11 de junho de 1899. Ele participou de exercícios de treinamento em San Diego, Califórnia, de 20 de dezembro a 15 de janeiro de 1900. No primeiro dia dos exercícios, o Iowa perdeu um de seus torpedos Howell depois que a ogiva de treino provavelmente se soltou após o lançamento. Em março de 2012, um par de golfinhos que faziam parte do Programa de Mamíferos Marinhos da Marinha recuperou o torpedo, que estava sem a ogiva prática; a seção recuperada foi posteriormente transferida para o Departamento de Arqueologia Subaquática para preservação. Ele é um dos três torpedos Howell conhecidos. Durante o período em San Diego, o navio recebeu um par de canhões de campo de 75 milímetros e quatro rifles M1895 Colt-Brownings que tinham cartuchos.30-40 Krag para uso por grupos de desembarque em terra. Após os exercícios de treinamento, o Iowa passou por uma reforma, após a qual retomou sua rotina de exercícios de treinamento, prática de tiro e cruzeiros no Pacífico oriental. O capitão Philip H. Cooper assumiu o comando do navio em 9 de junho, servindo como seu comandante até 1.º de abril de 1901. Em 8 de setembro, o veleiro Mary Flint colidiu com ele enquanto estava ancorado na baía de São Francisco e depois com uma barca, afundando logo em seguida.
No início de fevereiro de 1902, ele foi transferido para o Esquadrão do Atlântico Sul para servir como sua nau capitânia. Durante este período, ele visitou vários portos estrangeiros, incluindo Montevidéu, Uruguai do final de julho a 2 de agosto, Santos, Brasil de 6 a 7 de agosto, Salvador, Brasil de 11 de agosto a 8 de setembro, Trade Island de 8 a 14 de setembro, Montevidéu novamente de 22 a 28 de setembro, Puerto Belgrano, Argentina, de 28 de setembro a 19 de outubro, Montevidéu pela terceira vez, de 22 de outubro a 6 de novembro, e Rio de Janeiro, Brasil, de 10 a 18 de novembro. De lá, ele navegou para o norte até as Índias Ocidentais, parando no Golfo de Paria de 29 de novembro a 4 de dezembro. Ele então participou de um exercício de busca em Mayagüez, Porto Rico, de 9 a 10 de dezembro. Depois se juntou a manobras ao largo de Culebra, Porto Rico, entre 11 e 19 de dezembro, antes de embarcar para visitar Santa Lúcia, em 21 de dezembro. No dia seguinte, ele viajou para Port of Spain, Trinidad, onde permaneceu até 28 de dezembro. O Iowa voltou para Culebra em 30 de dezembro e ficou lá até 1º de fevereiro de 1903. O navio visitou St. Kitts de 2 a 6 de fevereiro e Ponce, Porto Rico, de 6 a 11 de fevereiro, antes de virar para o norte para Nova Iorque no dia seguinte. Ele fez uma rota indireta, visitando Galveston, Texas, de 18 a 26 de fevereiro e Pensacola, Flórida, de 28 de fevereiro a 1º de abril. Ele participou de um treino de tiro lá de 1 a 9 de abril, durante o qual um de seus canhões de bateria principal explodiu. Ele passou por reparos no Pensacola Navy Yard de 9 a 23 de abril e, em seguida, retomou sua viagem para o norte. Ele chegou a Cape Henry, Virgínia, permanecendo lá de 28 a 30 de abril, depois a Tompkinsville de 1 a 7 de maio; ele finalmente chegou ao Estaleiro da Marinha de Nova Iorque no dia 7 de maio. O navio foi desativado lá em 30 de junho.

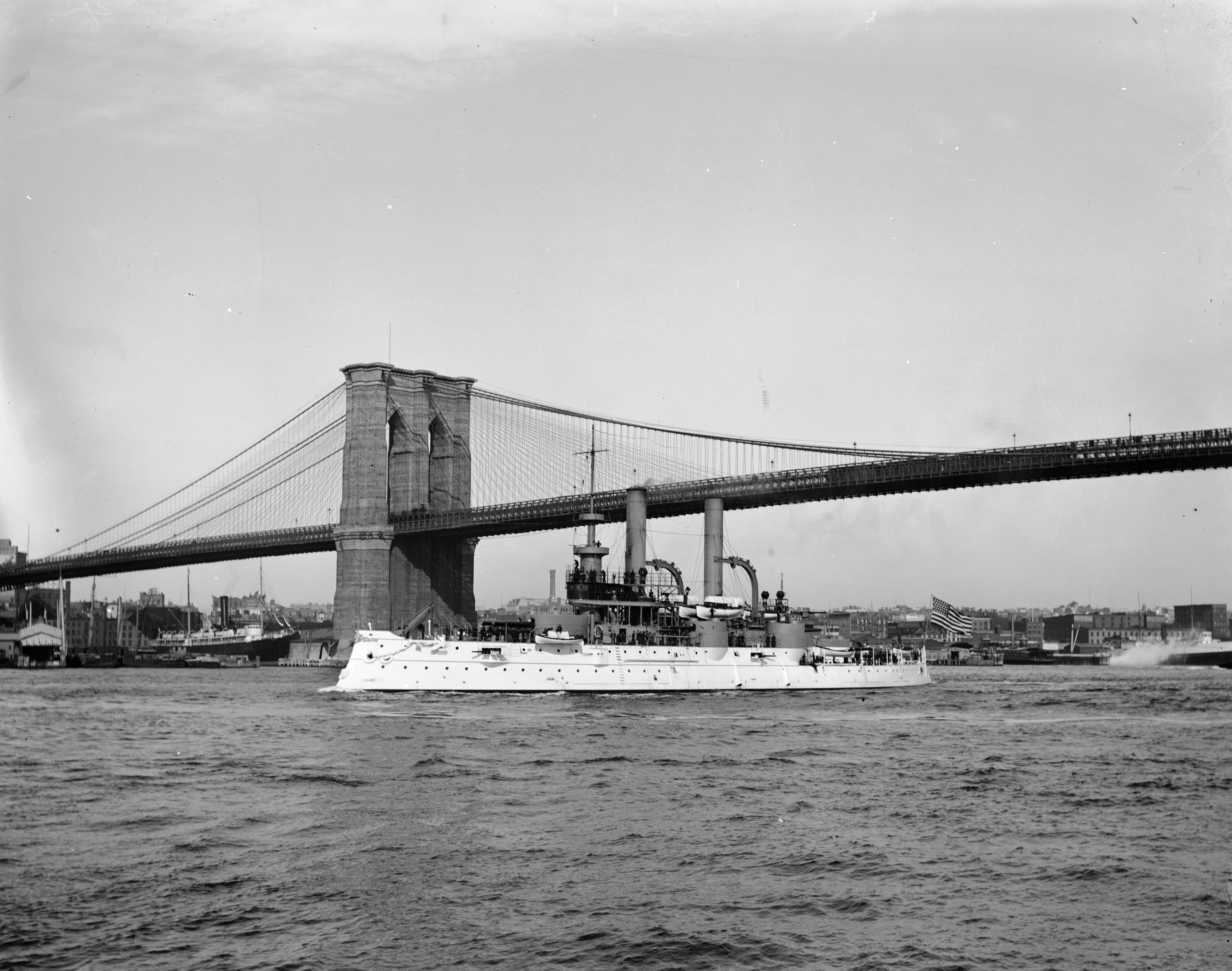
Iowa passando sob a ponte do Brooklyn.

Em 23 de dezembro, o Iowa foi recomissionado e passou por uma reforma que incluiu a substituição dos canhões de cem milímetros em sua superestrutura traseira por um par de canhões de 6 libras, no início de janeiro de 1904.  Juntou-se então ao Esquadrão do Atlântico Norte, que estava em águas europeias. Visitou Pireu, na Grécia, de 30 de junho a 6 de julho, a ilha de Corfu de 8 a 9 de julho e depois Trieste e Fiume na Áustria-Hungria pelo resto do mês. Em 2 de agosto cruzou o Adriático até Palermo, na Itália, permanecendo por lá três dias antes de embarcar para Gibraltar, que visitou de 9 a 13 de agosto. Cruzou novamente o Atlântico, parando na Horta, nos Açores, de 18 a 20 de agosto. O navio chegou a Menemsha, Massachusetts, em 29 de agosto e lá permaneceu até 5 de setembro, esperando ser chamado para um treino de tiro ao alvo em Martha's Vineyard. Conduziu treinos de artilharia lá de 5 a 19 de setembro, antes de retornar a Tompkinsville, de 30 de setembro a 5 de outubro, depois mudou-se para a cidade de Nova Iorque, ancorando no rio Hudson, de 5 a 20 de outubro, enquanto esperava a abertura de uma doca seca em o Estaleiro da Marinha de Norfolk. O encouraçado então navegou para o sul e chegou em Norfolk em 22 de outubro, onde esteve atracado de 24 de outubro a 24 de dezembro para manutenção periódica; foi então transferido para Newport News Shipbuilding, para doca seca, de 24 a 30 de dezembro.

### 1905–1908
Depois de sair da doca seca, o Iowa voltou à frota em 3 de janeiro de 1905, em Hampton Roads, e o capitão Benjamin Franklin Tilley assumiu o comando do navio em 14 de janeiro. Participou de uma série de manobras com o resto do esquadrão ao largo de Culebra em meados de janeiro, Baía de Guantánamo, de 19 de fevereiro a 22 de março, depois Pensacola, de 27 de março a 3 de maio. O navio voltou a Hampton Roads em 7 de maio para reparos, em Norfolk, que duraram de 9 de maio a 24 de junho. A embarcação ajudou a testar a nova doca seca flutuante Dewey, de 25 a 30 de junho, retornando a Newport News para manutenção periódica, de 30 de junho a 3 de julho. O Iowa navegou para o norte para a Nova Inglaterra, visitando vários portos, incluindo Provincetown, Newport, Bar Harbor, Boston e Nova Iorque ao longo dos quatro meses seguintes. Retornou a Hampton Roads em 13 de outubro, onde permaneceu até o final do mês, quando embarcou para visitar Annapolis, Maryland, de 30 de outubro a 7 de novembro.
O Iowa então navegou para North River, Nova Iorque, permanecendo lá de 8 a 20 de novembro, antes de retornar a Hampton Roads para outra reforma, no Norfolk Navy Yard, de 22 de novembro a 23 de dezembro. O encouraçado voltou a Nova Iorque para um curto período em doca seca, de 26 a 28 de dezembro, antes de navegar de voltapara Hampton Roads, no último dia do ano. Ficou lá até 17 de janeiro de 1906, antes de partir para o Caribe, parando em Culebra, de 22 de janeiro a 6 de fevereiro, Barbados de 8 a 15 de fevereiro e depois na Baía de Guantánamo, de 19 de fevereiro a 31 de março. A prática de tiro ocorreu de 1 a 10 de abril ao largo de Cape Cruz, Cuba. O Iowa então navegou para o norte para Annapolis para participar do retorno cerimonial de John Paul Jones, depois que seus restos mortais foram exumados de seu túmulo original em Paris, para que pudessem ser enterrados novamente na Academia Naval dos Estados Unidos. Depois o encouraçado operou na costa leste, parando em Hampton Roads, Newport News e Nova Iorque, entre o final de abril e meados de maio. Enquanto estava em Nova Iorque, no início de maio, teve dois de seus tubos de torpedo removidos. Ele então passou por uma reforma em Norfolk, de 14 de maio a 30 de junho.

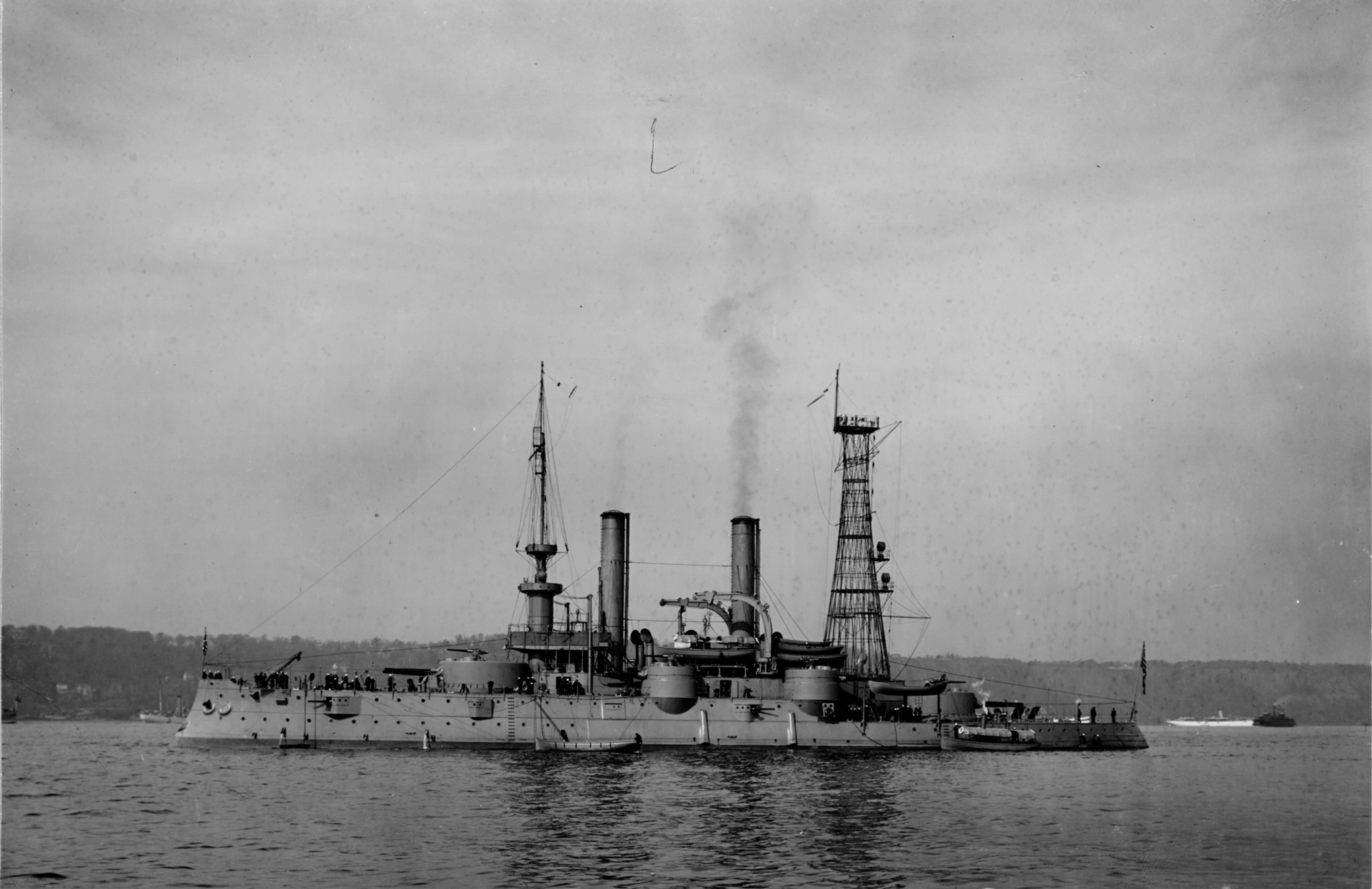
Iowa em Nova Iorque, c. 1911.

Em seguida, o navio mudou-se para Tompkinsville, no início de julho, abastecendo lá antes de ser atracado no New York Navy Yard, para reparos, de 6 a 15 de julho. Juntou-se aos navios da Segunda Divisão, que agora era a Frota do Atlântico, para uma excursão pela Nova Inglaterra, parando em uma série de portos da região até o final de agosto. Esteve presente para uma revisão da frota realizada em 1 e 2 de setembro, que foi observada pelo presidente Theodore Roosevelt. Voltou para as águas da Nova Inglaterra para praticar tiro, no final de setembro e início de outubro, sendo que após isso o encouraçado navegou para o sul até Norfolk para reparos. Participou de testes com equipamentos que permitiriam a reposição de carvão do navio durante a navegação, em meados de dezembro. O navio encerrou o ano navegando com o restante da frota na costa leste central, chegando a Hampton Roads em 31 de dezembro. A frota navegou para o sul para Cuba no início de janeiro de 1907 para manobras realizadas na Baía de Guantánamo, de 7 de janeiro a 10 de fevereiro. O Iowa então visitou Cienfuegos em meados de fevereiro e Guantánamo de meados de fevereiro a meados de março. Outras práticas de artilharia foram realizadas de 16 de março a 6 de abril.
O Iowa esteve presente na Exposição de Jamestown no final de abril, que marcou o 300º aniversário da fundação da Colônia de Jamestown. O navio voltou à frota para uma visita a North River, de 16 de maio a 5 de junho, após a qual operou com a Quarta Divisão para manobras na costa da Virgínia. Depois de retornar a Hampton Roads, em 28 de junho, foi reduzida à reserva em 6 de julho no Norfolk Navy Yard. Naquele dia, o tenente-comandante Clarence Stewart Williams assumiu o comando da embarcação. O navio foi transferido para a Filadélfia e lá desativado em 23 de julho de 1908. Enquanto estava fora de serviço, o navio teve uma série de melhorias feitas, incluindo a instalação de novos equipamentos hidráulicos para suas torres de 305 milímetros e um mastro treliçado na popa de seus funis. Os carregadores e guinchos de projéteis de seus canhões de cem milímetros foram modificados para melhorar o manuseio do projétil.

### 1910–1919

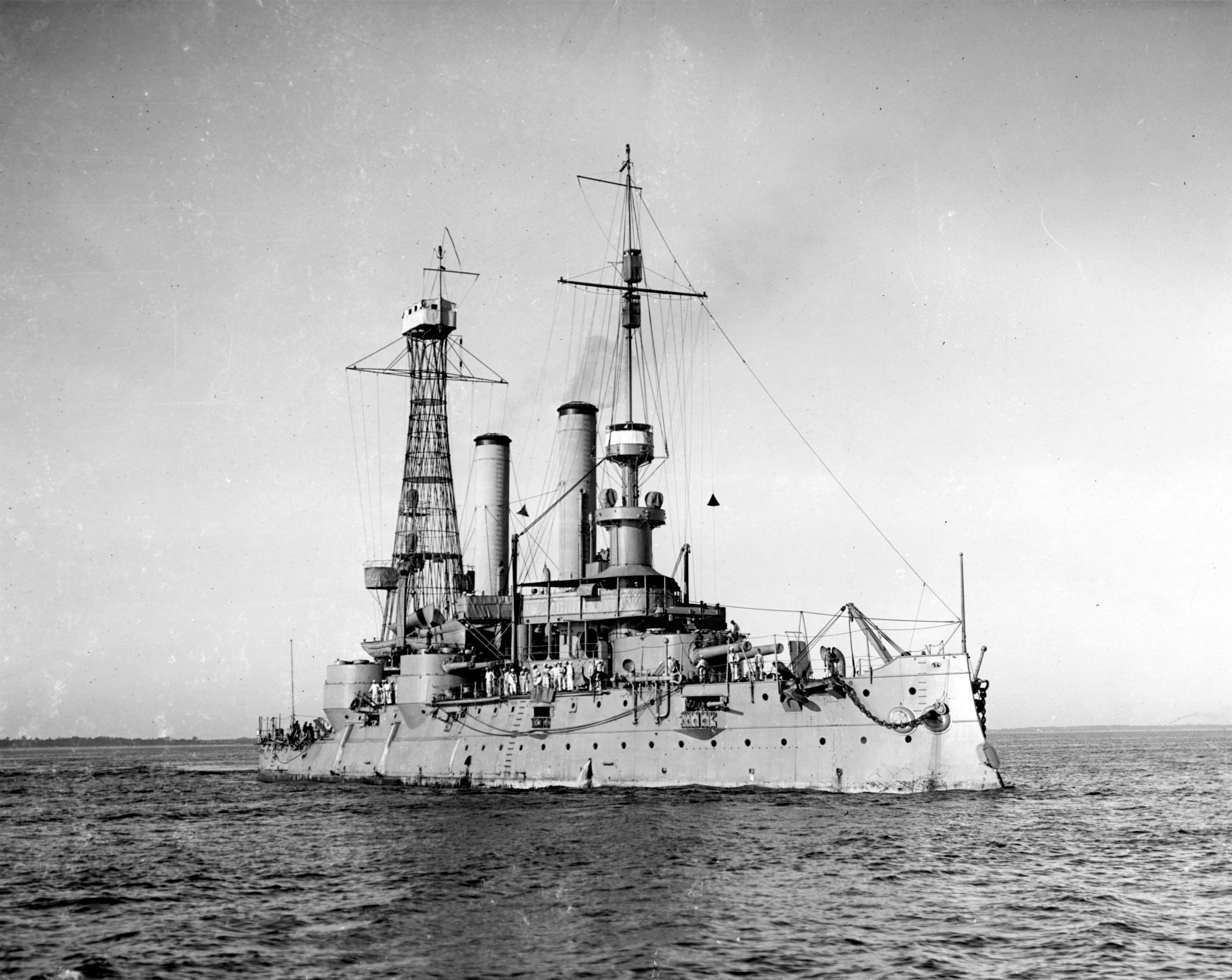
Iowa em andamento em 1918 durante a Primeira Guerra Mundial. Aqui já pode ser visto o mastro treliçado na popa do navio.

O Iowa foi transferido para o New York Navy Yard, onde foi recomissionado em 2 de maio de 1910, com o comandante William H. G. Bullard servindo como seu capitão. Em 24 de maio o encouraçado ingressou no Esquadrão de Prática da Academia Naval. Depois de embarcar contingentes de aspirantes da Escola Naval, os navios da esquadra iniciaram um cruzeiro de treinamento para a Europa. As paradas da turnê incluíram Plymouth, Grã-Bretanha, de 23 a 30 de junho; Marselha, França, de 8 a 15 de julho; Gibraltar de 19 a 24 de julho; Funchal, Madeira, de 27 de julho a 2 de agosto; e Horta, Açores de 5 a 12 de agosto. Os navios então retornaram aos Estados Unidos, desembarcando os aspirantes no final do mês. De 6 a 19 de setembro, ele esteve no cais do New York Navy Yard para instalar outro aparelho de carvão no mar; ele conduziu testes com o mineiro Vestal em 22 de setembro. O Iowa então retornou ao Philadelphia Navy Yard quatro dias depois, onde foi novamente reduzido à reserva.
Em 3 de maio de 1911, o Iowa voltou ao serviço ativo para outro cruzeiro com o Esquadrão de Prática da Academia Naval de 13 de maio a 5 de junho. Enquanto estava a caminho para se juntar ao esquadrão em 12 de maio, ele e SS Hamilton resgataram passageiros do transatlântico Merida depois que ele colidiu com o navio a vapor Almirante Farragut, da United Fruit Company, cerca de 102 km à leste de Cape Charles, Virgínia, em neblina densa; todos os 319 passageiros de Merida permaneceram vivos. Os navios então embarcaram aspirantes para outra viagem à Europa, parando em Queenstown, na Irlanda, de 18 a 27 de junho; Kiel, Alemanha, de 2 a 12 de julho; Bergen, Noruega de 14 a 24 de julho; e Gibraltar de 2 a 8 de agosto. Depois de retornar aos Estados Unidos, os navios desembarcaram seus cadetes em Annapolis de 28 a 29 de agosto. Iowa foi novamente desativado na Filadélfia em 1.º de setembro. Ele foi mobilizado brevemente entre 28 de outubro e 2 de novembro como parte de um exercício, durante o qual foi transferido para Nova Iorque e depois voltou para a Filadélfia.
O Iowa foi recomissionado em julho de 1912, num cruzeiro de treinamento para membros da milícia naval. O cruzeiro, realizado entre 2 e 21 de julho, incluiu paradas em Newport, Tangier Sound, Chesapeake Bay, Baltimore, Maryland, Nova Iorque e Annapolis. No dia seguinte, ele foi designado para a Reserva Naval da Marinha dos Estados Unidos, com sede na Filadélfia. Ele foi destacado em 8 de outubro para participar de uma revisão da frota realizada na Filadélfia, de 10 a 15 de outubro. Foi colocado em serviço regular em 30 de abril de 1913, na Filadélfia, e foi formalmente desativado em 23 de maio de 1914.
Depois que os Estados Unidos entraram na Primeira Guerra Mundial, em 6 de abril de 1917, o Iowa foi colocado em comissão limitada em 23 de abril para uso como navio de recebimento de recrutas navais. Ele permaneceu na Filadélfia por seis meses antes de ser transferido para Hampton Roads, onde passou o resto do conflito. Enquanto estava lá, ele foi empregado como um navio de treinamento para novos recrutas e um navio de guarda defendendo a entrada da baía de Chesapeake até o final da guerra, em novembro de 1918. Em 31 de março de 1919, o Iowa foi desativado pela última vez e em 30 de abril foi renomeado como Coast Battleship No. 4, para que seu nome pudesse ser reutilizado no encouraçado Iowa da classe South Dakota. O novo navio foi lançado no ano seguinte, mas os trabalhos foram cancelados antes da conclusão, como resultado do Tratado Naval de Washington.

### Navio-alvo

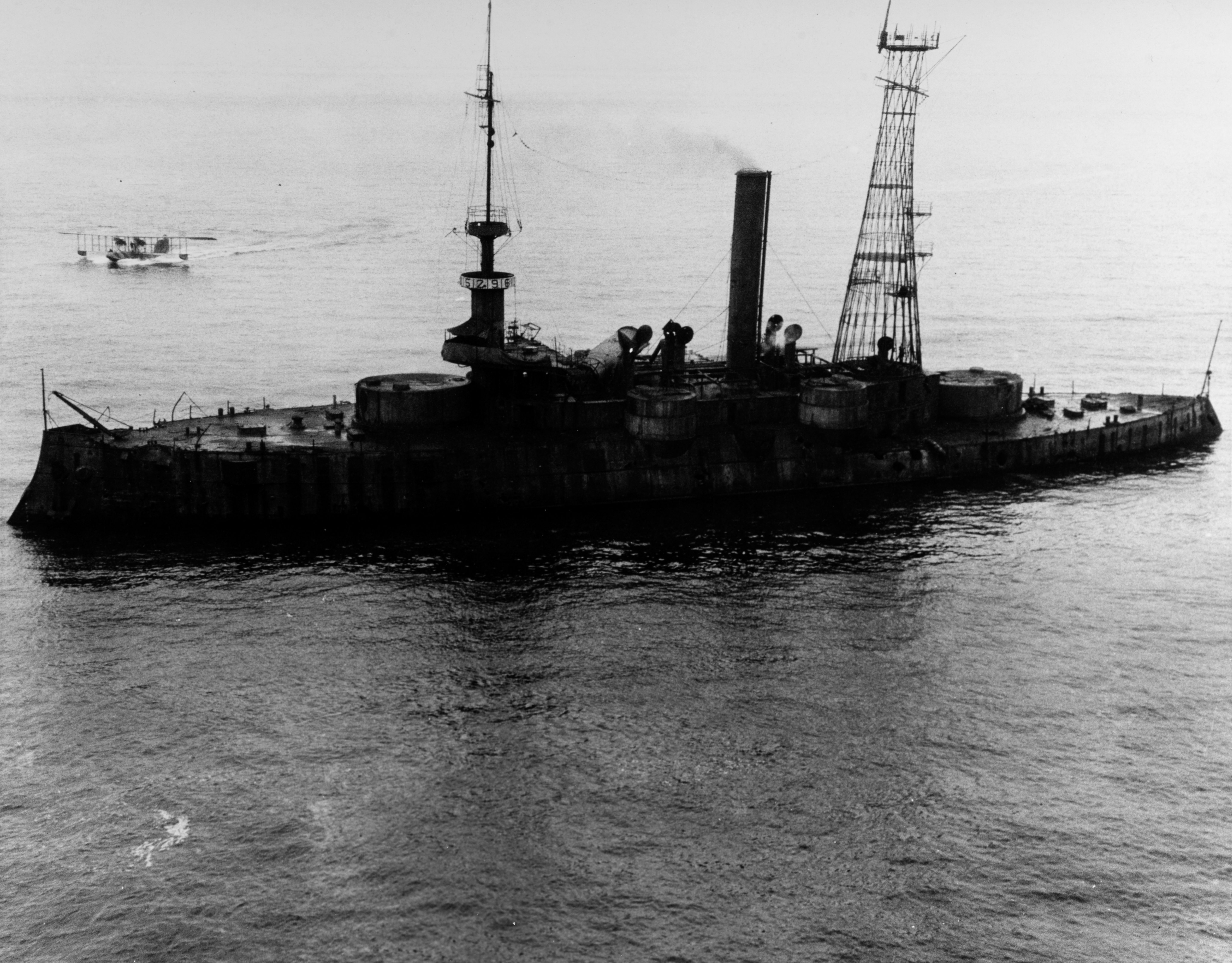
Coast Battleship No. 4 em 22 de março de 1923, danificado por tiros do.

Sem mais uso para o navio em 1919, a Marinha decidiu converter o Coast Battleship No. 4 em um navio-alvo controlado por rádio. Ele foi brevemente retirado do Registro Naval em 4 de fevereiro de 1920, antes que a ordem fosse revertida seis dias depois. Foi posteriormente entregue ao capitão do encouraçado USS Ohio, em 2 de agosto. O Coast Battleship No. 4 foi convertido para controle de rádio na Filadélfia, com um receptor sem fio que podia controlar a direção e a velocidade do navio, bem como as bombas para controlar as caldeiras, que foram substituídas por versões a óleo. Ele foi então transferido da Filadélfia para Hampton Roads, sob controle de rádio, partindo em 17 de agosto sem nenhuma tripulação a bordo, com sua velocidade e curso sendo direcionados do convés do Ohio. Testes para determinar a eficácia do controle do Ohio foram conduzidos até 10 de setembro, quando a Marinha foi informada de seu sucesso.
Em junho de 1921, a Marinha e o Exército realizaram uma série de testes de bombardeio em Virginia Capes para avaliar a eficácia de aeronaves contra navios de guerra. A Marinha também procurou determinar a capacidade de compartimentalização interna para resistir a inundações de ataques a bomba. O Coast Battleship No. 4 foi usado como parte desses experimentos em 29 de junho, como um alvo móvel. A aeronave da Marinha levou quase duas horas para localizá-lo depois de ser informada de sua presença em uma área de 65 mil km²; ele foi então atacada com bombas fictícias. A aeronave marcou dois acertos, das oitenta bombas lançadas. O Exército recusou-se a participar dos ataques a Iowa, pois o general Billy Mitchell reclamou que atacar com bombas simuladas tinha pouco mérito. A manobrabilidade do navio prejudicou significativamente a capacidade das tripulações em localiza-lo e ataca-lo, então a Marinha cancelou outras tentativas com munições reais solicitadas pelo Exército.

O Coast Battleship No. 4 foi então ancorado na Filadélfia, onde foi reclassificado como um "auxiliar diverso não classificado", com o número de armura  IX-6, em 21 de julho. Em seguida, ele foi ao mar em abril de 1922, para praticar tiro ao largo de Virginia Capes, com Shawmut agora servindo como seu navio de controle, mas os exercícios foram cancelados e ele voltou ao porto. Foi então transferido para o Oceano Pacífico através do Canal do Panamá para praticar tiro com o novo encouraçado Mississippi, como parte da operação Fleet Problem I, em fevereiro de 1923, que simulava um ataque à Zona do Canal. O Shawmut reprisou seu papel como navio de comando. O primeiro conjunto de exercícios consistiu em tiros dos canhões de 127 milímetros da bateria secundária de Mississippi em um alcance de cerca de 7 300 metros. Dois outros conjuntos de tiros de prática envolveram seus canhões principais de 355 milímetros em distâncias mais longas. A segunda delas foi realizada em 23 de março, e o Coast Battleship No. 4 foi atingido por três dos projéteis, que causaram sérios danos e o afundaram. O encouraçado Maryland disparou uma salva de 21 tiros quando o velho encouraçado afundou. Ele foi formalmente retirado do registro em 27 de março e seus destroços foram vendidos a salvadores marinhos em 8 de novembro.